# Prototyla alopecopa
Prototyla alopecopa là một loài bướm đêm trong họ Crambidae.